# گیزیلبوندا

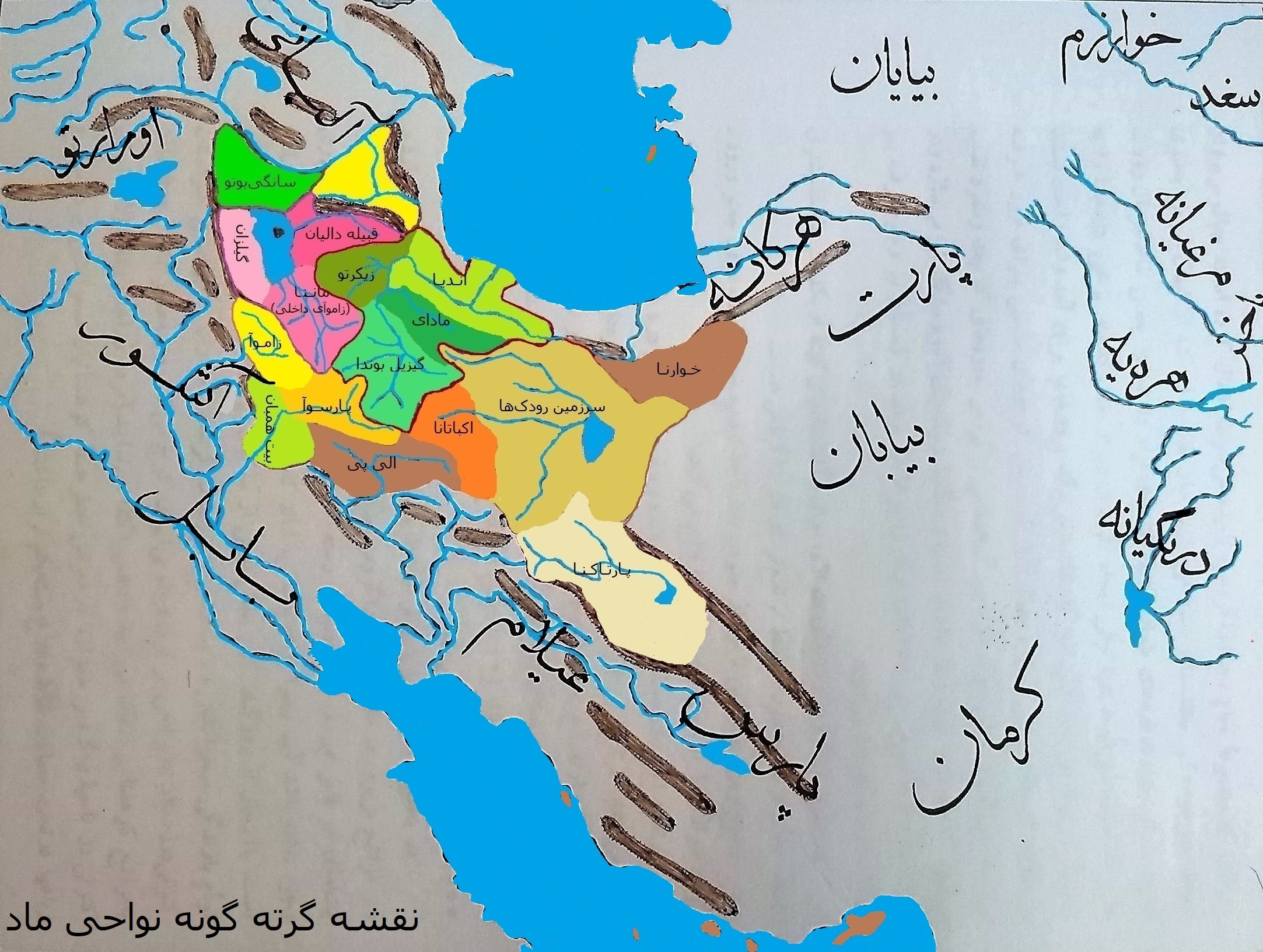
نواحی مختلف ماد پیش از پادشاهی

گیزیل‌بوندا چهارمین کشور یا قبیله مهم در اتحادیه قبایل ماد است و قیزیل‌بونداییان در آغاز هزارهٔ‌یکم در نواحی و دامنه‌های جبال قافلانکوه ساکن بودند. آشوریان حکام اتحادیه قبایل ماد را همیشه بل‌آلی می‌خوانند و گاهی همکاران غربی ایشان نیز چنین خوانده شده‌اند فقط حاکم ماننا و ندرتاً حکام الی‌پی و گیلزان و قزل‌بوندا پادشاه خواند می‌شود.

## موقعیت گیزیل‌بوندا
گیزیل بوندا بر مسیر رود قزل اوزن قرار داشت و ویژگی رود مزبور مارپیچی بودن آن است. قزل‌اوزن در اثنای مسیر از شمال غرب بسوی جنوب شرق میان کوه‌های آق‌داغ دنبالهٔ البرز جاری می‌شود و درّه‌ای که در این مسیر تشکیل می‌دهد در دوران کهن آندیا نامیده می‌شد. در بخش شمال شرقی این درّه رودکی از کوهستان سهند سرازیر می‌شود و با قزل‌اوزن تلاقی می‌کند که اکنون شهر میانه بر کرانهٔ آن قرار دارد. این رودک و جویبارهایی که بدان می‌ریزند در دوران باستان ناحیهٔ زیکرتو را تشکیل می‌داد. قزل اوزن بالاتر از محل تلاقی با رودک مزبور از جنوب به شمال جاری است. بخش علیای آن را کوهستان گیزیل‌بوندا از ماننا جدا می‌کرد. آشوریان بیشتر این بخش از قزل اوزن را مادا می‌خواندند.

### نفوذ به گیزیل‌بوندا
آشوریان به کوهستان گیزیل‌بوندا (قافلانکوه) که ناحیهٔ مجاور ارومیه را از سرزمین ویژهٔ مادا جدا می‌کرد روی آوردند. پس از آنکه شامشی آداد پنجم در سال ۸۲۰ (پیش از میلاد) نخستین دژ کوهستانی ناحیهٔ مزبور را به تصرف درآورد دو تن از پیشوایان گیزیل بوندا به منظور جلب عطوفت مهاجمان تعدادی اسب‌بارکش و عرابه به رسم هدیه تقدیم داشتند؛ ولی پیشوای سوم گیزیل بونداییان بنام پیریشاتی که الواح آشوری وی را به لقب پادشاه گیزیل بوندا می‌خوانند تصمیم گرفت پایداری کند. همهٔ ساکنان گیزیل بوندا در دژ وی که اوراش (اورآس) نام داشت گرد آمدند.

## کشورها و حکام مادی ناحیه
الواح میخی آشور بعد از سال - ۸۳۴ پ.م. - حداقل از چهار شاهک مادی در اراضی مزبور یاد می‌کنند:
- پیریشاتی به مرکزیت دژ اوراش.
- کیارا به مرکزیت دژ کارسیبوتو.
- اِنگور به مرکزیت دژ سیبارا.
- تیتاماشکا به مرکزیت دژ ساسیاشو

## اشیاء و آثار
آثار هنری ساکنان ماد

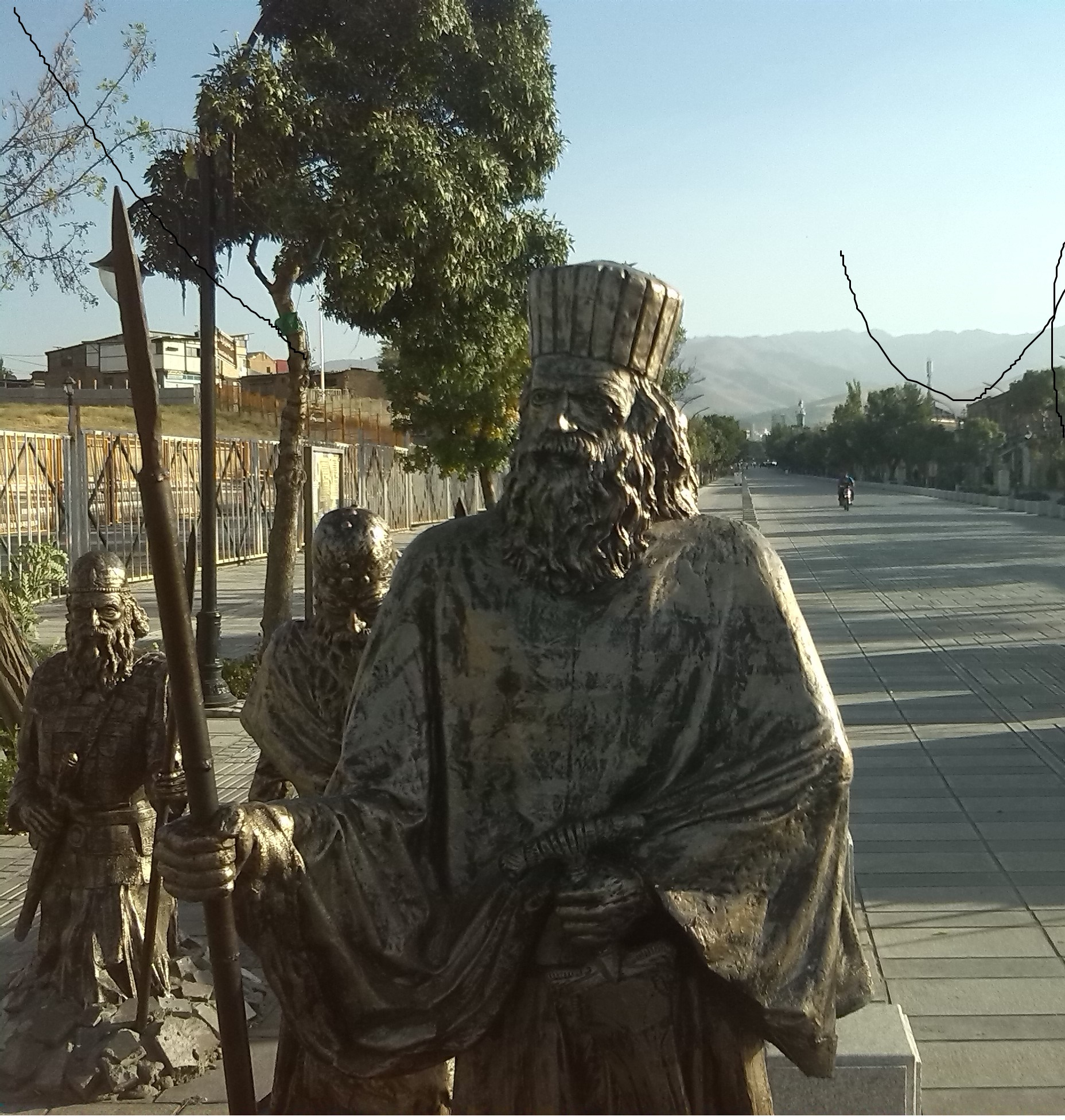
پیشوای مادی با همراهان
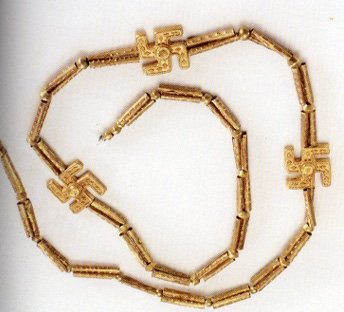
گردن‌بند از تپه مارلیک
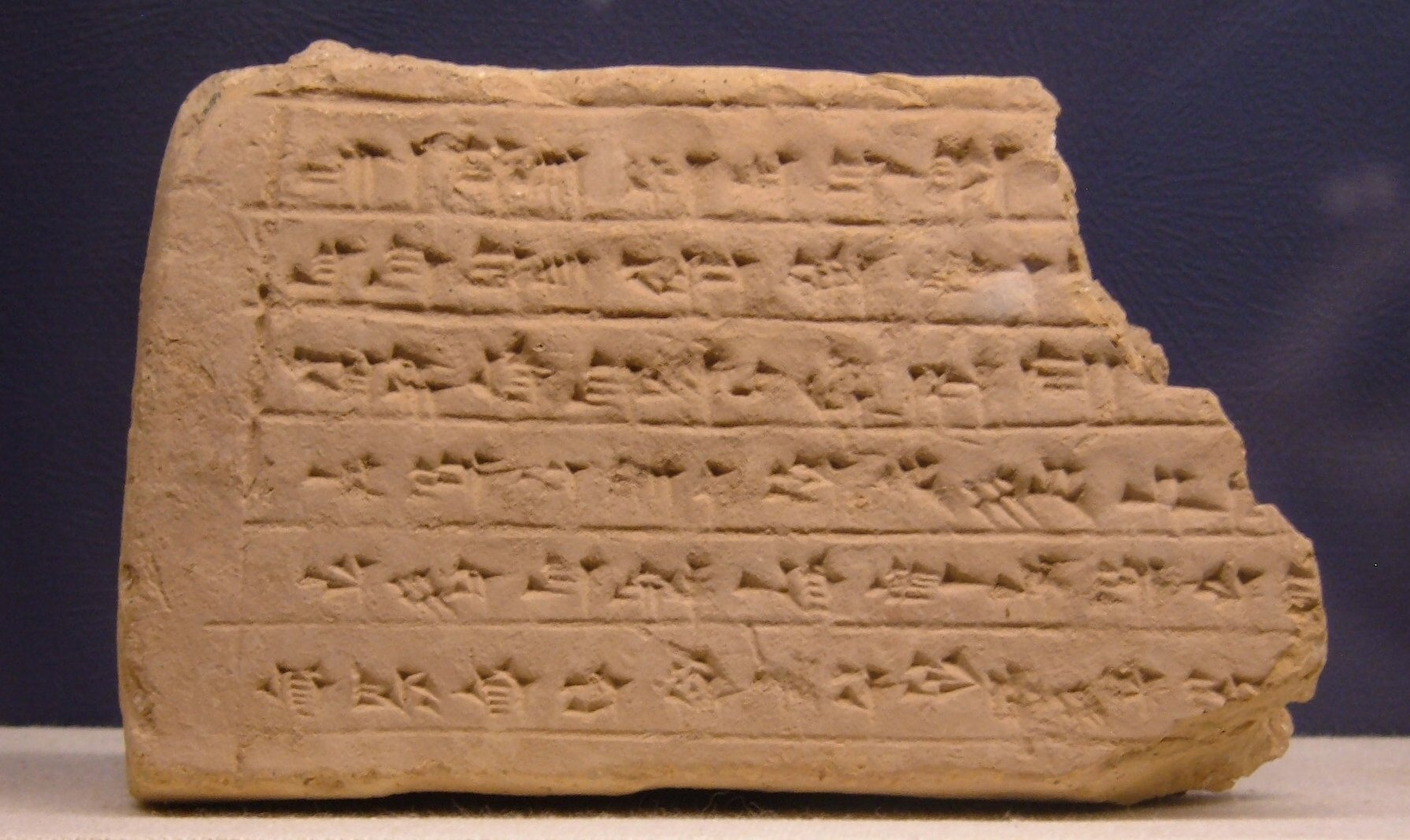
خشت  به خط میخی‌عیلامی از تپه مارلیک
جام نقره منقّش به تیرانداز
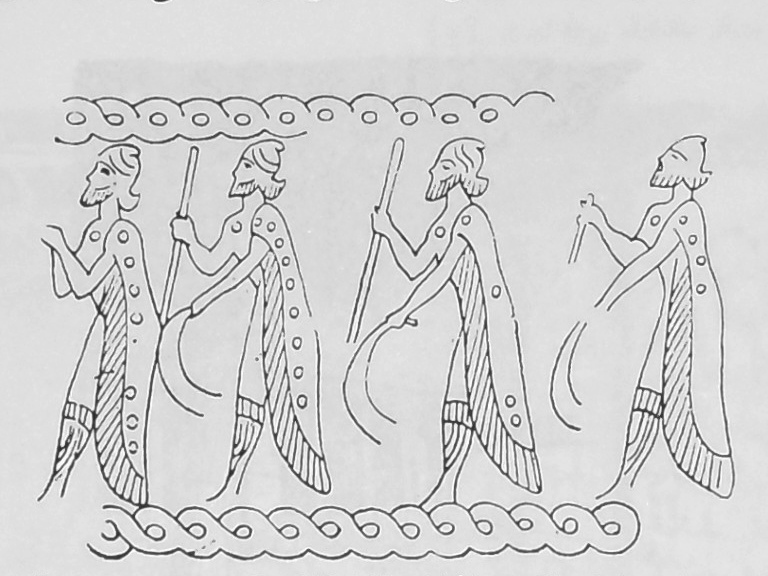
تشت منقّش به برزگران زیویه